# Kán nembeli I. Gyula
Kán nembeli Gyula a 13. században élt magyar főúr, aki Imre, III. László és II. András királyok uralkodásának idejében töltött be magas tisztségeket. 1201-ben és 1214-ben erdélyi vajda, 1213-ban, 1219-ben és 1229-1235 között szlavón bán, 1215 és 1218, valamint 1222 és 1226 között nádor, 1202 és 1204, valamint 1213 és 1214 között pedig országbíró volt.

## Családja
Ősei, a Kán nemzetség Baranya vármegyéből származtak. I. Gyula (akit a korabeli okiratok gyakran „öregnek” vagy „nagynak” neveznek, hogy megkülönböztessék azonos nevű fiától) a Kán nemzetség első ismert tagja, amely Baranya megyei birtokai mellett később nagy kiterjedésű birtokokat szerzett Erdélyben is. A nemzetség későbbi tagjait általában „Progenies Magni Jule Bani”-nak („A Nagy Gyula bán leszármazottai”) nevezték. Feleségül vette az ismeretlen családból származó Ilonát (aki 1250 előtt halt meg). Két fiuk született, név szerint I. László nádor (1242–1244/5) és II. Gyula pohárnokmester (1222–1228). Dédunokája Kán III. László hírhedt oligarcha volt, aki évtizedeken át a királyi hatalomtól „de facto” függetlenül irányította Erdély tartományát.

## Élete
Nevével 1201-ben találkozunk először, amikor egy oklevélben Erdély vajdájaként szerepel. A vajdai rang mellett Fehér vármegye ispánjaként (comes) is működött.  1202 és 1204 között az országbírói tisztséget is betöltötte, emellett Csanád (1202–1203) és Nyitra vármegye (1204) ispánja volt. 
III. László halála után II. András lelkes híve lett. 1205-ben Sopron vármegye ispánja volt. Ezt követően 1206-ban Bodrog vármegye ispánjává nevezték ki, melyet 1212-ig töltött be.  1212 és 1213 között ismét országbíró lett, emellett Bács vármegye ispánságát is megkapta. 1213-ban Szlavónia bánjává és Vas vármegye ispánjává nevezték ki. Egy év múlva másodszor is Erdély vajdája lett, emellett Szolnok vármegye ispánja is volt.
1215-ben kinevezték a király után a második legmagasabb világi hivatalba, Magyarország nádorává, mely tisztséget 1217-ig töltötte be. Egy nem hiteles oklevél szerint 1218-ban nádorként is működött és 1215-ben pedig Sopron vármegye ispánja is volt. Nádorként Gyula volt az első tisztségviselő, aki a rövidített „palatinus” formát használta a „comes palatinus” helyett. Az első, teljes egészében fennmaradt nádori oklevelet szintén Kán Gyula adta ki 1216-ban, amikor mint hiteles helyet arra utasította a váradi székesegyházi káptalant, hogy írásban rögzítse egy peres ügyben hozott korábbi ítéletét. II. András ötödik keresztes hadjárata (1217–1218) során Gyula nádor és János esztergomi érsek együttesen sem tudta megakadályozni az anarchikus állapotok kialakulását, ennek következtében rövid időre elveszítette politikai befolyását.
Hamarosan azonban visszanyerte korábbi befolyását, hiszen 1219-ben szlavón bánná és Somogy vármegye ispánjává nevezték ki. Szlavón bánként fontos szerepet játszott Göncöl (Guncel) magyar egyházfi spalatói érsekké választásában. Ennek érdekében levelet írt a város polgárainak, melyben felszólította őket, hogy szavazzanak rokonára, Göncölre. 1220-tól 1221-ig Szolnok és Bodrog vármegye ispánja volt. 1221-ben tárnokmesterként és udvarbíróként a királyné udvartartásának tagja lett. Egy év múlva másodszor is nádorrá (1222–1226) és Bodrog vármegye ispánjává (1222–1224) nevezték ki. 1224 és 1226 között Sopron vármegye ispánja volt. Ez utóbbi pozíciót 1228 és 1230 között is betöltötte. Nádorként az Árpási besenyők is az ő fennhatósága alá tartoztak. Ennek bizonyságát találjuk 1224-ben kiadott oklevelében, amikor meghatározta és szabályozta jogaikat és kiváltságaikat. Harmadszor 1229 és 1235 között működött szlavóniai bánként. Eközben 1232-ben a királyné udvarbírói tisztét, másodszor töltötte be. 
II. András 1235 szeptemberében bekövetkezett halála után az új magyar király, IV. Béla Kán Gyulát megszégyenítve bebörtönözte, és minden vagyonát elkobozta. 1237-ben fogolyként halt meg. IX. Gergely pápa csak 1238. január 22-én értesült haláláról, amikor azt az utasítást adta, hogy a „néhai” gyula bán által a bosnyák egyház javára hagyott és a pécsi domonkosoknál letétbe helyezett pénzösszeget át kell adni az újonnan kinevezett Ponsa boszniai püspöknek. A templomos lovagok nekcseszentmártoni birtokát is Kán I. Gyula alapította, amikor a zágrábi püspök által adományozott birtok mellé megkapták Nekcse vásári bevételeinek egy részét is.

## Azonosítási kérdések
A történészek körében több esetben kétségek merültek fel, hogy az Imre király uralkodása idején az oklevelekben szereplő Gyula más személy volt, mint a II. András alatti nagyhatalmú főúr, mivel köztudott, hogy András herceg többször is fellázadt bátyja uralkodása ellen. Ezt az elméletet azonban kiküszöbölheti az a lehetőség, hogy Gyula már Imre uralma alatt is titkos támogatója volt András hercegnek, mint sokan mások.
Az sem megnyugtató, hogy Gyula politikai pályája rögtön túl magas pozíciókkal indult, a kisebb tisztségek korábbi betöltése nélkül. Wertner Mór történész a 13. század első évtizedeiben minden előforduló Gyulát a Kán nemzetségbeli személlyel azonosított, hacsak nem volt oka másként cselekedni. Ezzel szemben Karácsonyi János 1219-től adott áttekintést a Kán nembeli I. Gyula pályafutásáról, amikor már könnyen megkülönböztethető volt a Rátót nembeli I. Gyula országbírótól (1219–1221; 1235–1239) és erdélyi vajdától (1229–1231).

## Fordítás
Ez a szócikk részben vagy egészben  a   Julius I Kán című angol Wikipédia-szócikk ezen változatának fordításán alapul.  Az eredeti cikk szerkesztőit annak laptörténete sorolja fel. Ez a jelzés csupán a megfogalmazás eredetét és a szerzői jogokat jelzi, nem szolgál a cikkben szereplő információk forrásmegjelöléseként.